# Palmorchis
Die Gattung Palmorchis aus der Familie der Orchideen (Orchidaceae) besteht aus 21 Arten. Sie kommen im tropischen Süd- und Mittelamerika vor.

## Beschreibung
Die Palmorchis-Arten sind krautige, gelegentlich an der Basis verholzende, bis ein Meter hohe Pflanzen. Sie wachsen terrestrisch, Palmorchis imuyanensis auch semiaquatisch. Die Wurzeln stehen büschelweise beieinander und sind fleischig, aber nicht verdickt. Der Spross ist dünn, aufrecht, im oberen Bereich beblättert. Die Blätter sind kurz gestielt, oval, spitz bis lang ausgezogen endend. Sie sind entlang der Blattadern gefältelt (plikat).
Die Blüten einer Population erscheinen oft gleichzeitig und sind nur kurzlebig. Die traubigen oder verzweigten Blütenstände können nur endständig, nur in den Blattachseln oder beides kombiniert erscheinen. Die Tragblätter der Blüten sind nur längs der Mittelrippe gefaltet (konduplikat). Die kleinen Blüten sind resupiniert, die Blütenblätter formen eine Röhre, sind aber nicht miteinander verwachsen. Bis auf die Lippe sind die Blütenblätter einander ähnlich geformt, die Petalen sind etwas kürzer und schmaler als die äußeren Blütenblätter. Die Lippe ist an der Basis mit der Säule verwachsen. Sie ist dreilappig, die Seitenlappen stehen aufrecht, parallel zur Säule oder umfassen diese. Der Mittellappen ist viel kleiner, die  Spreite ist mit Leisten oder Warzen besetzt. Die Säule ist schlank und gebogen. Das Staubblatt am Ende der Säule ist gegenüber der Säulenachse herabgebogen. Es wird kaum von Gewebe der Säule überdeckt. Es enthält vier birnenförmige Pollinien, der Zusammenhalt des Pollens ist nicht besonders fest, die Konsistenz ist aber auch nicht mehlig. Die Pollinien besitzen weder Stielchen noch Klebdrüse. Die Narbe ist oval geformt und liegt quer zur Säulenachse; sie ist von einem erhabenen Rand umgeben. Das Trenngewebe zwischen Narbe und Staubblatt (Rostellum) ist nur kurz. Die Kapselfrucht ist fleischig, die Säule bleibt bis zur Reife an der Frucht haften. Die Samen besitzen, im Gegensatz zu den meisten anderen Orchideen, eine harte Samenschale.

## Verbreitung
Die Arten der Gattung Palmorchis sind im tropischen Südamerika verbreitet. Im Norden reicht das Areal bis nach Mittelamerika und erreicht Costa Rica und Nicaragua. Im Süden reicht das Areal ungefähr bis zum Amazonas. Es werden Wälder bis in Höhenlagen von 1000 Meter besiedelt.

## Ökologie
Bei drei Palmorchis-Arten aus Panama konnte beobachtet werden, dass die Blüten von Bienen der Gattungen Osiris und Trigona besucht werden. Eine tatsächliche Bestäubung durch Osiris konnte bei Palmorchis nitida nachgewiesen werden.
Die fleischigen Früchte und die harte Samenschale könnte auf eine endozoochore Ausbreitung hindeuten.

## Systematik und botanische Geschichte
Die Einordnung der Gattung Palmorchis innerhalb der Unterfamilie Epidendroideae war lange unklar. Als verwandte Gattungen wurden Sobralia und Elleanthus, Diceratostele oder aufgrund vergleichbarer Samen Vanilla vorgeschlagen. Dressler ordnete sie in eine eigene Tribus, die Palmorchideae, ein. Nach neueren DNA-Untersuchungen wird sie zur Tribus Neottieae gezählt. Sie ist wahrscheinlich die Schwestergruppe aller übrigen Neottieae; alternativ könnte die Palmorchis-Linie auch schon vor den Neottieae abzweigen:
|  | \| \| Palmorchis \| \| \| \| \| \| restliche Neottieae \| \| \| \| |
|  |                                                                    |
|  | restliche Epidendroideae                                           |
|  |                                                                    |
|  | Palmorchis                                                         |
|  |                                                                    |
|  | restliche Neottieae                                                |
|  |                                                                    |

|  | Palmorchis          |
|  |                     |
|  | restliche Neottieae |
|  |                     |

|  | \| \| Palmorchis \| \| \| \| \| \| restliche Neottieae \| \| \| \| |
|  |                                                                    |
|  | restliche Epidendroideae                                           |
|  |                                                                    |
|  | Palmorchis                                                         |
|  |                                                                    |
|  | restliche Neottieae                                                |
|  |                                                                    |

|  | Palmorchis          |
|  |                     |
|  | restliche Neottieae |
|  |                     |

|  | Palmorchis                                                             |
|  |                                                                        |
|  | \| \| Neottieae \| \| \| \| \| \| restliche Epidendroideae \| \| \| \| |
|  |                                                                        |
|  | Neottieae                                                              |
|  |                                                                        |
|  | restliche Epidendroideae                                               |
|  |                                                                        |

|  | Neottieae                |
|  |                          |
|  | restliche Epidendroideae |
|  |                          |

|  | Palmorchis                                                             |
|  |                                                                        |
|  | \| \| Neottieae \| \| \| \| \| \| restliche Epidendroideae \| \| \| \| |
|  |                                                                        |
|  | Neottieae                                                              |
|  |                                                                        |
|  | restliche Epidendroideae                                               |
|  |                                                                        |

|  | Neottieae                |
|  |                          |
|  | restliche Epidendroideae |
|  |                          |

Die Gattung wurde 1877 von João Barbosa Rodrigues beschrieben. Lectotyp ist Palmorchis pubescentis. Der Name Palmorchis bezieht sich auf die Ähnlichkeit der Pflanzen zu Palmen der Gattung Geonoma.
Inzwischen sind 37 gültige Arten bekannt:
- Palmorchis antioquiensis Szlach., Baranow & Dudek: Die 2018 erstbeschriebene Art kommt in Kolumbien vor.[5]
- Palmorchis blancae Damian: Die 2018 erstbeschriebene Art kommt in Peru vor.[5]
- Palmorchis carlos-parrae Szlach. & Baranow: Kolumbien.[5]
- Palmorchis caxiuanensis Rocha: Brasilien.[5]
- Palmorchis chocoensis Szlach., S.Nowak & Baranow: Kolumbien und Guayana.[5]
- Palmorchis colombiana Garay: Kolumbien.[5]
- Palmorchis deceptoria Veyret & Szlach.: Kolumbien.[5]
- Palmorchis dressleriana Szlach., Baranow & Dudek: Die 2018 erstbeschriebene Art kommt in Peru vor.[5]
- Palmorchis duckei Hoehne: Nördliches Brasilien.[5]
- Palmorchis eidae Dressler: Costa Rica.[5]
- Palmorchis fractiflexa Szlach. & Baranow: Kolumbien.[5]
- Palmorchis guianensis (Schltr.) C.Schweinf. & Correll: Nördliches Südamerika bis nördliches Brasilien.[5]
- Palmorchis imuyaensis Dodson & G.A.Romero: Ecuador.[5]
- Palmorchis kuhlmannii (Schltr.) L.O.Williams: Guayana, Suriname und nördliches Brasilien.[5]
- Palmorchis liberolabellata Damian: Die 2018 erstbeschriebene Art kommt in Peru vor.[5]
- Palmorchis lobulata (Mansf.) C.Schweinf. & Correll: Kolumbien bis Peru und Französisch-Guayana.[5]
- Palmorchis loretana Damian & L.A.Torres: Die 2018 erstbeschriebene Art kommt in Peru vor.[5]
- Palmorchis maculata Szlach. & Baranow: Kolumbien.[5]
- Palmorchis maguirrei Szlach., S.Nowak & Baranow: Guayana und Französisch-Guayana.[5]
- Palmorchis misas-urretae Szlach. & Baranow: Kolumbien.[5]
- Palmorchis nitida Dressler: Costa Rica bis nordwestliches Kolumbien.[5]
- Palmorchis pabstii Veyret: Französisch-Guayana.[5]
- Palmorchis paludicola Dressler: Costa Rica.[5]
- Palmorchis pandurata C.Schweinf. & Correll: Ecuador.[5]
- Palmorchis powellii (Ames) C.Schweinf. & Correll: Costa Rica bis Kolumbien.[5]
- Palmorchis prospectorum Veyret: Guayana, Französisch-Guayana und Suriname bis nördliches Brasilien.[5]
- Palmorchis puber (Cogn.) Garay: Kolumbien bis Venezuela und nördliches Brasilien.[5]
- Palmorchis pubescentis Barb.Rodr.: Trinidad bis südöstliches Kolumbien und Brasilien.[5]
- Palmorchis rubioi Szlach., Baranow & Dudek: Die 2018 erstbeschriebene Art kommt in Ecuador vor.[5]
- Palmorchis schneideri Szlach., Baranow & Dudek: Die 2018 erstbeschriebene Art kommt in Kolumbien vor.[5]
- Palmorchis silvicola L.O.Williams: Costa Rica bis Ecuador.[5]
- Palmorchis sobralioides Barb.Rodr.: Südöstliches Kolumbien bis Ecuador und nördliches Brasilien.[5]
- Palmorchis sordida Dressler: Costa Rica.[5]
- Palmorchis trilobulata L.O.Williams: Nicaragua bis Ecuador, Guayana und Suriname.[5]
- Palmorchis trinotata Dressler: Panama bis Nordwestliches Kolumbien.[5]
- Palmorchis valdiviesoana Szlach. & Baranow: Kolumbien.[5]
- Palmorchis yavarensis Damian & Torres: Die 2018 erstbeschriebene Art kommt in Peru vor.[5]

## Weiterführendes
- Liste der Orchideengattungen